# Annie Schreijer-Pierik
Johanna Maria Gertruida (Annie) Schreijer-Pierik (ur. 17 lutego 1953 w Diepenheim) – holenderska polityk i rolniczka, była posłanka do Tweede Kamer, deputowana do Parlamentu Europejskiego VIII i IX kadencji.

## Życiorys
Uzyskała wykształcenie średnie, zawodowo związana z rolnictwem, zajęła się prowadzeniem gospodarstwa hodowlanego w zakresie trzody chlewnej. Obejmowała szereg funkcji w regionalnych i krajowych organizacjach rolniczych i spółdzielczych.
W 1980 wstąpiła do Apelu Chrześcijańsko-Demokratycznego. Była radną w Ambt Delden (1991–1995) i następnie radną prowincji Overijssel (1995–1998). W latach 1998–2010 sprawowała mandat posłanki do niższej izby Stanów Generalnych. W 2014 powróciła do aktywnej polityki, z ramienia CDA została wybrana do Europarlamentu VIII kadencji. W 2019 z powodzeniem ubiegała się o reelekcję.
Odznaczona Orderem Oranje-Nassau V klasy (2010).